# ديك غراهام
ديك غراهام (بالإنجليزية: Dick Graham)‏ (6 مايو 1922 في المملكة المتحدة - 7 مارس 2013 بكولشيستر في المملكة المتحدة) هو مدرب كرة قدم ومدير ولاعب كرة قدم بريطاني (وحمل سابقاً جنسية المملكة المتحدة لبريطانيا العظمى وأيرلندا) في مركز حراسة المرمى. لعب مع كريستال بالاس وليستر سيتي ونادي ساوثبورت ونادي كرو ألكساندرا ونادي نورثامبتون تاون.

## وصلات خارجية
- ديك غراهام على موقع قاعدة بيانات كرة القدم.إي يو (الإنجليزية)
- ديك غراهام على موقع Soccerbase.com (مدرب) (الإنجليزية)